# Gràfica d'una funció
|  | Per a altres significats, vegeu «gràfica (desambiguació)». |

En matemàtiques, la gràfica d'una funció f és la representació del conjunt de totes les parelles ordenades (x,f(x)). En concret, gràfica significa la representació gràfica d'aquest conjunt, en forma d'una corba o una superfície.
El concepte de gràfica d'una funció es generalitza al concepte de gràfica d'una relació. Fixeu-vos que tot i que de vegades s'identifica una funció amb la seva gràfica, no són el mateix perquè pot passar que dues funcions amb diferent codomini tinguin la mateixa gràfica. Per exemple, la funció polinòmica cúbica que es mencionarà més avall és una funció suprajectiva si el seu codomini és el conjunt dels nombres reals però no ho és si el seu codomini és el conjunt dels nombres complexos.

## Exemples
La gràfica de la funció
{\displaystyle f(x)={\begin{cases}a,&{\mbox{si }}x=1\\d,&{\mbox{si }}x=2\\c,&{\mbox{si }}x=3\end{cases}}}

Gràfica de la funció x^{3}-9x

està formada per tres punts: {(1,a), (2,d), (3,c)}.
La gràfica del polinomi cúbic en la recta real
{\displaystyle f(x)={{x^{3}}-9x}\!\ }
és {(x,x3-9x) : x és un nombre real}. Si el conjunt es dibuixa en un pla cartesià, el resultat és: